# Bezeréd
Bezeréd es un pueblo ubicado en el condado de Zala, Hungría.

## Superficie
Posee una superficie de 12,14 kilómetros cuadrados.

## Demografía
Hasta 2021 la población era de 135 habitantes, con una densidad de población de 11,12 habitantes por kilómetro cuadrado. En 2011 el 94,6% de la población estaba conformada por húngaros y la religión predominante era el catolicismo.